# Statuts de Kilkenny
Les statuts de Kilkenny étaient une série de trente-cinq actes passés à Kilkenny en 1366 et 1367, dont le but était d'enrayer le déclin de la Seigneurie d'Irlande hiberno-normande.

## Origine
Depuis le milieu du XIIIe siècle, les descendants des colons anglais en Irlande avaient assimilé les lois et coutumes irlandaises, adoptant leur langue et devenant « plus irlandais que les Irlandais eux-mêmes ».
De façon à réaffirmer la culture anglaise, les Statuts de Kilkenny furent promulgués par le Parlement d'Irlande sous l’impulsion de Lionel d'Anvers qui avait été envoyé comme Lord-lieutenant d'Irlande de 1361 à 1369. Lionel d'Anvers, Duc de Clarence fils cadet d'Édouard III d'Angleterre, était en outre Comte d'Ulster depuis son mariage avec Elisabeth, l’héritière légitime de la famille de Burgh.

## Dispositions
Les Statuts de Kilkenny, rédigés en anglo-normand, comportent en fait une série d’interdictions pour les sujets hiberno-normands et irlandais du roi d’Angleterre.
Il leur est en effet interdit :
- de parler le gaélique et de porter des vêtements à la mode des Irlandais ;
- de donner leurs fils à élever dans une autre famille selon la coutume celtique du fosterage[1] ;
- de s’unir avec des Irlandais par mariage ou parrainage ;
- d’appliquer les lois de Brehon ;
- d’entretenir des bardes, poètes ou conteurs gaéliques, considérés comme agents ennemis ou espions ;
- de vendre des chevaux, des armures ou des armes à des Irlandais.

En revanche il était fait obligation aux Anglais et aux Irlandais qui vivaient avec eux :
- d’employer des noms de familles anglais ;
- de tirer à l’arc et de monter à cheval à l’anglaise (c'est-à-dire sur une selle).

L’usage de l’irlandais entraînait la confiscation des domaines. Il était enfin confirmé que dans les domaines de la couronne anglaise, les religieux irlandais étaient exclus des chapitres des abbayes et cathédrales comme de tous bénéfices religieux.
La « Terre de Paix » où les Anglais devaient le service militaire et sur laquelle ces dispositions s'appliquaient, comprenait les comtés et territoires de Louth, Meath, Trim, Dublin, Kildare, Kilkenny Wewford, Waterford et Tipperary.

## Résultats
Le caractère négatif de ces statuts reconnaissait en fait l'influence et l'attrait de la culture irlandaise, mais marquait également le refus des Anglais d'intégrer le monde irlandais dans leur communauté. 
Ces statuts restèrent théoriquement en vigueur pendant trois cents ans jusqu’au XVIIe siècle, mais les moyens manquaient pour les faire appliquer, si bien qu'ils ne parvinrent pas à enrayer la gaélisation des familles nobles hiberno-normandes, ni la renaissance de la puissance des clans royaux gaéliques au XVIe et XVe siècles.
En revanche, ils ont conforté durant cette période la croyance qu'Anglais et Irlandais appartenaient à deux « races » étrangères.